# Mauricio Alonso Rodríguez
Mauricio Alonso Rodríguez apodado el Pipo es un exfutbolista y entrenador de El Salvador. Disputó el Torneo olímpico de fútbol de 1968 y la Copa Mundial de Fútbol de 1970 como jugador y fue el seleccionador de El Salvador durante el Mundial de España 1982.

## Clubes
| Club                                      | País        | Año       |
| ----------------------------------------- | ----------- | --------- |
| Asociación Deportiva Atlante San Alejo    | El Salvador | 1962      |
| Club Deportivo FAS                        | El Salvador | 1963      |
| Club Deportivo Universidad de El Salvador | El Salvador | 1963-1972 |

### Carrera internacional
Disputó dos torneos internacionales, ambos en México, el Torneo olímpico de fútbol de 1968 y la Copa Mundial de Fútbol de 1970 donde fue eliminado en primera ronda aunque jugó los tres partidos de la primera fase en cada certamen. También jugó 8 partidos de las Eliminatorias rumbo al Mundial de 1970. En dichas eliminatorias, un gol suyo le dio el triunfo a El Salvador ante Honduras, en el partido de desempate entre ambos equipos jugado en Ciudad de México.
| Torneo                            | Sede   | Resultado     |
| --------------------------------- | ------ | ------------- |
| Torneo olímpico de fútbol de 1968 | México | Primera ronda |
| Copa Mundial de Fútbol de 1970    | México | Primera ronda |

## Carrera como entrenador

### Trayectoria
- CD UES (1972-1973)
- CD Tapachulteca / El Salvador (1973-1974)
- CD Tapachulteca (1974-1975)
- CD Tapachulteca / CD UES (1975-1976)
- CD UES (1976-1978)
- El Salvador / CD UES (1978-1979)
- El Salvador / CD UES / CD Chalatenango (1979-1980)
- El Salvador / CD UES (1980-1982)

### Selección de El Salvador
Mauricio Alonso Rodríguez se distinguió por haber dirigido a El Salvador durante la Copa Mundial de Fútbol de 1982 en España. Tras esta competencia, anunció su retiro de la conducción técnica tanto de clubes como de selecciones, para dedicarse de lleno a su empresa de ingeniería, además de desempeñar diversos cargos para el Instituto Nacional de Deportes de El Salvador (INDES).
| Torneo                         | Sede   | Resultado     |
| ------------------------------ | ------ | ------------- |
| Copa Mundial de Fútbol de 1982 | España | Primera ronda |